# Голова мавра (пирожное)

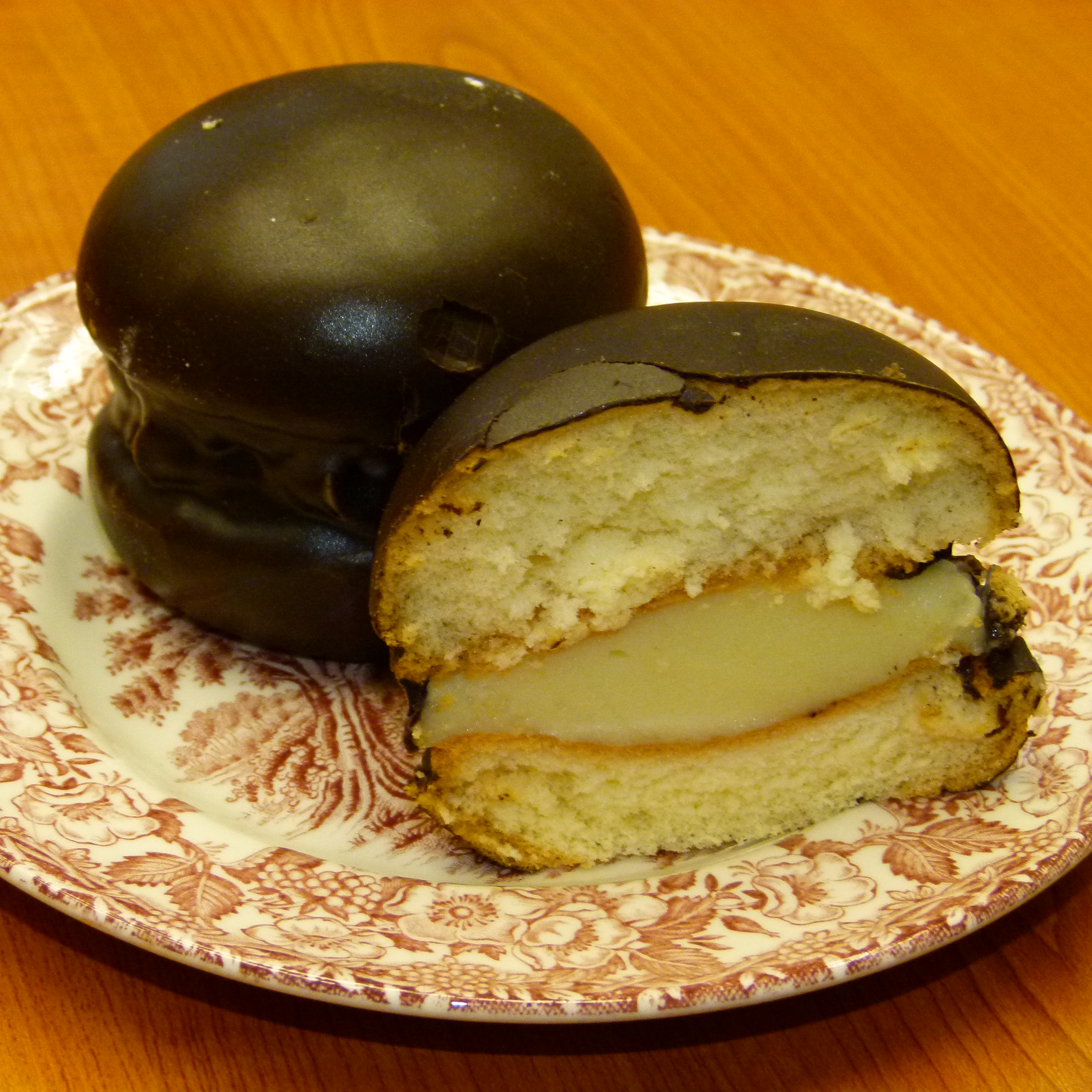
«Голова мавра» с начинкой из ванильного пудинга

«Голова мавра» (мо́ренкопф, нем. Mohrenkopf — с фр. Tête de Nègre) — немецкое пирожное из бисквитного теста в форме половинки шара в шоколадной глазури с начинкой из ванильного пудинга или нуги, иногда со взбитыми сливками. Популярная сладость в карнавальное время. Считается изобретением лейпцигских кондитеров. Первое упоминание пирожного «голова мавра» относится к 1892 году. Изначально пирожное состояло из двух половинок шара, скреплённых конфитюром и облитых шоколадом, и его внешний вид якобы напоминал африканскую шевелюру. Ныне название считается анахронизмом и наряду с цыганским шницелем подвергается в Германии критике как дискриминационное. Соответствующая помета имеется в словаре «Дуден».
В Швейцарии название «голова мавра» носят шоколадные конфеты в той же форме полушара с похожей на зефир сахаро-белковой пенообразной начинкой, известные в Германии как «шоколадный поцелуй». В 2020 году после убийства Джорджа Флойда швейцарская сеть розничной торговли Migros привлекла внимание общественности своим заявлением о снятии с продаж продукции компании Robert Dubler AG под названием Dubler Mohrenköpfe из-за расистской подоплёки. Требования к компании Robert Dubler AG о переименовании продукта предъявлялись ещё в 2017 году.